# Юнклер
Юнклер (ісп. Yuncler) — муніципалітет в Іспанії, у складі автономної спільноти Кастилія-Ла-Манча, у провінції Толедо. Населення — 3376 осіб (2010).
Муніципалітет розташований на відстані близько 45 км на південь від Мадрида, 22 км на північний схід від Толедо.
На території муніципалітету розташовані такі населені пункти: (дані про населення за 2010 рік)
- Юнклер: 3274 особи
- Ідарсагра: 78 осіб
- Лос-Саусес: 24 особи

## Демографія
Динаміка населення (INE ):

## Галерея зображень

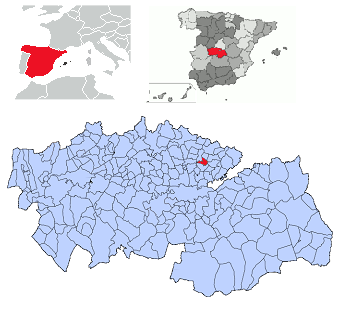
Розташування муніципалітету у провінції Толедо